# 歌川芳基
歌川 芳基（うたがわ よしもと、生没年不詳）とは、江戸時代の浮世絵師。

## 来歴
歌川国芳の門人。歌川の画姓を称し一停斎と号す。作画期は安政から嘉永の頃にかけてとされる。明治6年（1873年）建立の一勇斎歌川先生墓表に「芳基」の名が見られるが、その他の経歴や作については不明。